# Línea T1 (SFM)
La línea T1 de Servicios Ferroviarios de Mallorca recorre 28,6 km a lo largo de la isla de Mallorca entre las estaciones de Plaza de España (Palma de Mallorca) e Inca. A su paso, discurre por los municipios de Palma de Mallorca (cinco estaciones), Marrachí (cuatro estaciones), Santa María del Camino (una estación), Consell (una estación), Binisalem (una estación), Lloseta (una estación) e Inca (una estación).

## Recorrido
Esta línea tiene su origen en la Estación Intermodal de Plaza de España, situada en el centro de Palma de Mallorca. Se trata de la principal estación ferroviaria de la capital autonómica así como intercambiador con buses urbanos e interurbanos y con el Metro de Palma de Mallorca. A partir de aquí la línea continúa hacia Inca pasando por el Distrito de Levante y la denominada Comarca del Raiguer antes de su fin en la Estación de Inca. 
Históricamente ha sido la línea general de la que nacían el resto de líneas y ramales de la antigua Compañía de los Ferrocarriles de Mallorca, además de ser la única que se ha mantenido en activo desde 1875. Comparte trazado con las líneas T2 y T3 de SFM y con los ferrocarriles a Santañí y Felanich hasta sus cierres en 1964 y 1967 respectivamente.

## Características
La línea T1 discurre por una línea ferroviaria de ancho métrico. La totalidad de esta línea es de vía doble electrificada desde el 24 de febrero de 2012. La mayor parte de su recorrido lo hace en superficie aunque el tramo desde la Plaza de España hasta la Vía de cintura dentro del área urbana de Palma de Mallorca discurre subterráneo. 
Los avisos sonoros de estación próxima en los ferrocarriles de esta línea son bilingües: en español y catalán debido a la cooficialidad lingüística existente en las Islas Baleares.

## Intermodalidad
En la actualidad, se puede utilizar la Tarjeta Intermodal (tarjeta monedero del Consorcio de Transportes de Mallorca) como medio de pago en las máquinas autoventas ubicadas en las estaciones de las red de ferrocarril. Esta tarjeta se puede utilizar además en los autobuses interurbanos de la isla, así como en las líneas del Metro de Palma de Mallorca.

## Galería

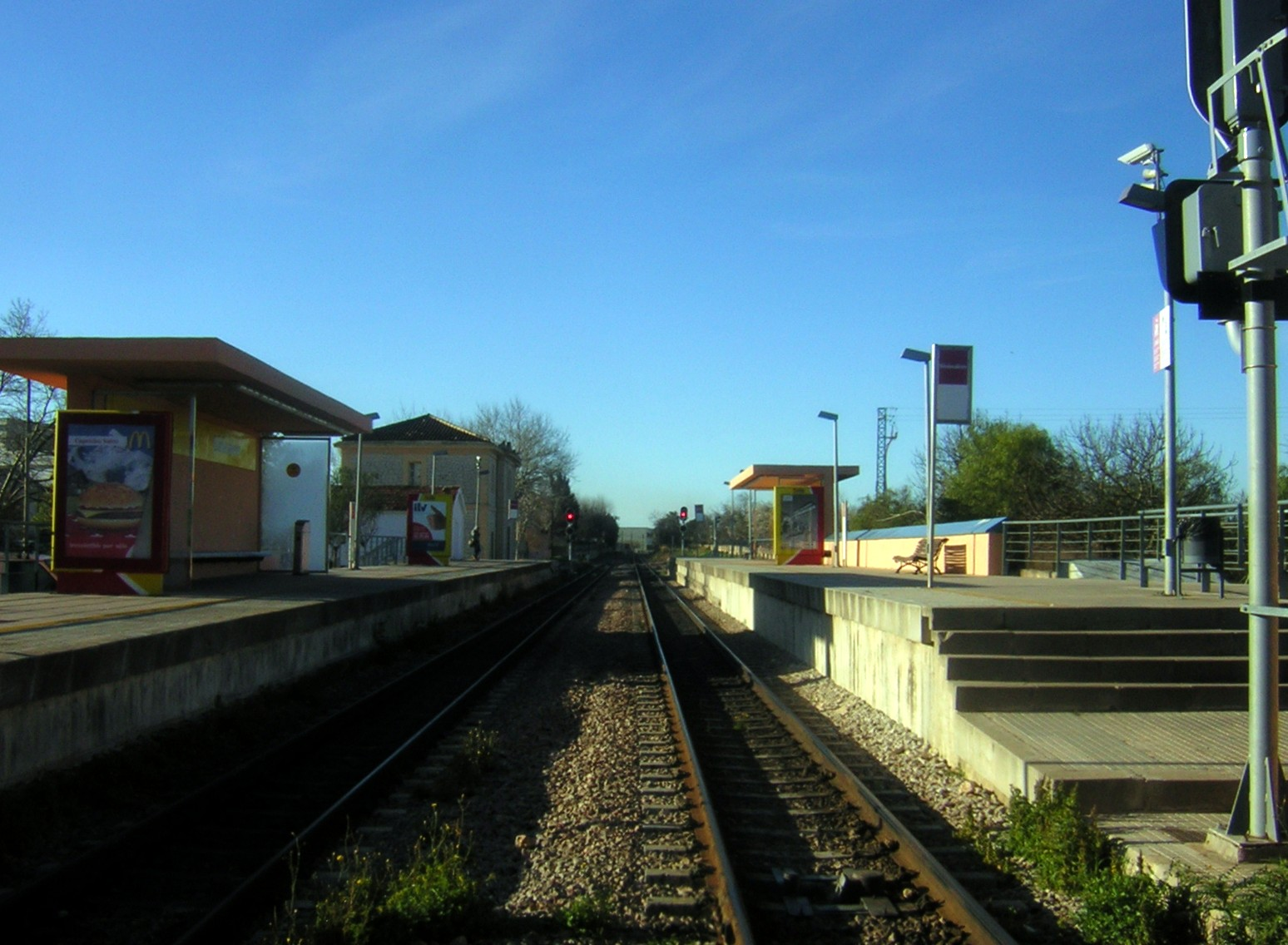
Estación de Binisalem.
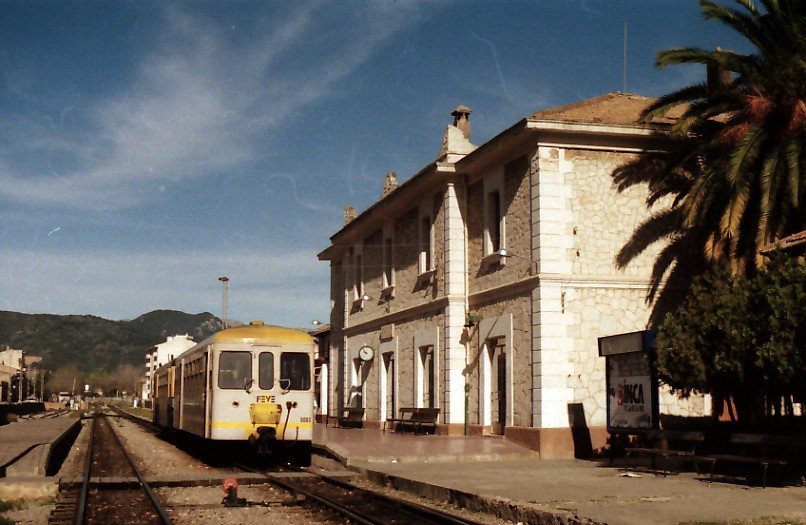
Andenes de la Estación de Inca.
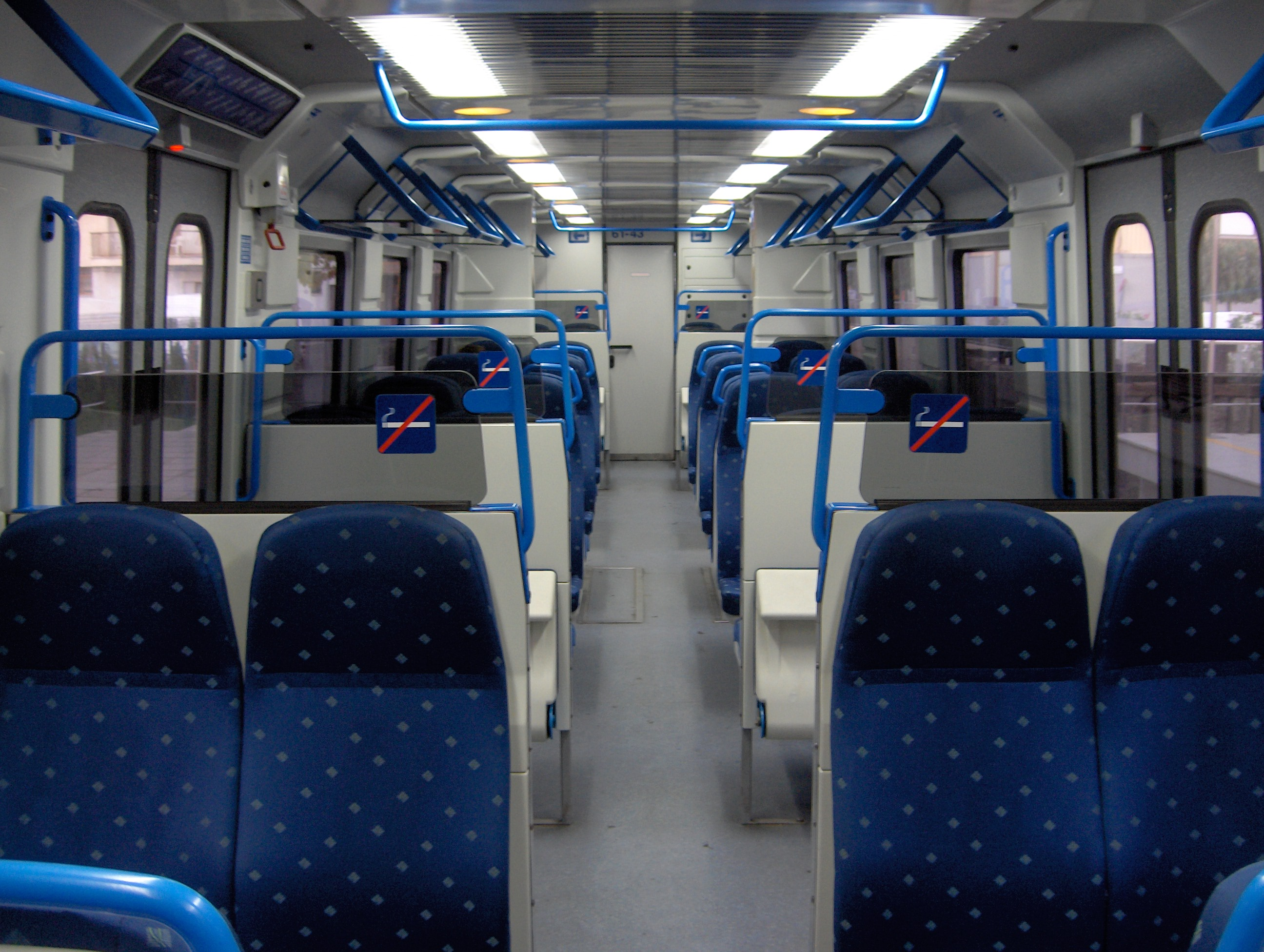
Interior de un tren de SFM de la Serie 61 de CAF, que realizó el servicio entre Palma de Mallorca e Inca hasta 2012.